# Процес 59-ти

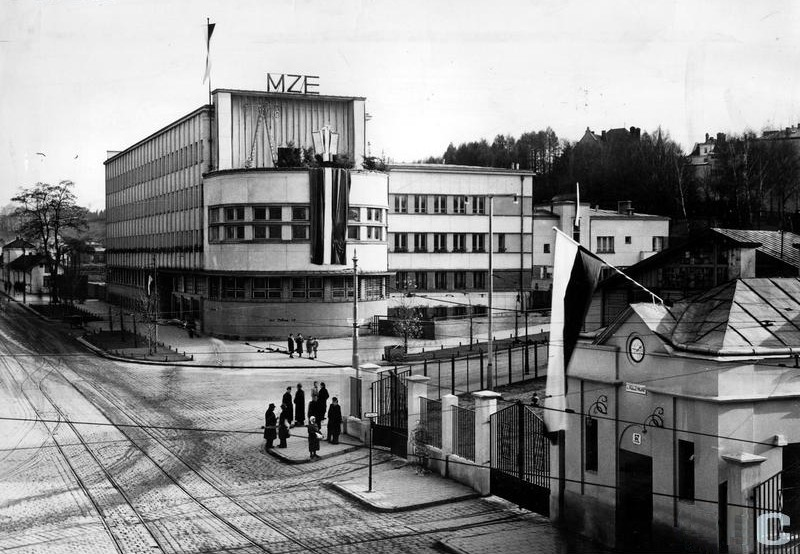
Будівля Львівського обласного управління НКВС (світлина кінця 1930-х)

Процес 59-ти (інша назва — «Процес другої екзекутиви ОУН») — великий політичний судовий процес, який відбувся 15-18 січня 1941 року у Львові в приміщенні обласного управління НКВС (тогочасна вул. Пелчинська, зараз — вул. Вітовського). Перед судом постали 59 молодих українців, переважно студентів львівських вишів. Їх обвинувачували у приналежності до Організації українських націоналістів (ОУН), в антирадянській діяльності та підготовці повстання проти радянської влади.

## Процес
Судовому процесу передувало тривале, понад чотиримісячне, слідство, що відзначалося використанням характерних для сталінського часу методів терору, приниження та катувань обвинувачених.
Голова суду — Юрко, судді — Пентакова та Горовенко, прокурор — Харитонов (за чутками — Руденко), оборонці — Роман Криштальський, Василь Жовнір, Іван Скибінський, інші. Процес 59-ти, подібно до всіх політичних процесів у СРСР у тому часі, був закритий. Нікого з громадськості, також і родичів підсудних, на залу суду не допустили, проте сам суд був показовим.
Про поведінку фігурантів судової справи свідчать офіційні документи: 
| «Більшість засуджених як на попередньому слідстві, так і на судовому засіданні не визнавали себе винними і не покаялись, а навпаки — заявляли у суді, що вони були і залишаються непримиренними ворогами радянської влади і у майбутньому, якщо буде така можливість, за будь-яких умов будуть вести боротьбу проти радянської влади…» |

## Обвинувачені
Серед обвинувачених було 37 юнаків та 22 дівчат у віці від 16 до 30 років (наймолодшими учасниками процесу були Марія Наконечна та Михайло Чарковський, які не досягнули 16 років): 13 студентів Львівського університету, 6 студентів Медичного інституту, 3 студентів Політехнічного інституту, а також 12 гімназистів, 6 випускників вищих шкіл, 5 випускників гімназій. Більшість із них — підпільники ОУН від члена «Юнацтва» до заступника провідника Крайового проводу Івана Максиміва. Вони виконували різні ролі та завдання, а багато із них навіть не знали одне про одного. Серед обвинувачених націоналістів був майбутній командувач УПА-Північ Дмитро Клячківський (псевдо «Клим Савур»). Також до числа підсудних потрапили не-члени ОУН.
Засуджені особи (рік народження) та вироки:
1. Безпалько Ірина-Орися Володимирівна (1921) — 10+5+5 років[1], Верховний суд СРСР замінив вирок на 8+4[2]
2. Березовський Кость-Арпад Амвросійович (1914) — розстріл
3. Берест Роман-Мар'ян Петрович (1897) — розстріл
4. Боднар Анна Андріївна (1917) — розстріл; Верховний суд СРСР замінив вирок на 10+5 (див. примітки)
5. Булка Орест Іванович (1922) — 10+5+5, Верховний суд СРСР замінив вирок на 6+3
6. Винників Наталя Сидорівна (1920) — розстріл, Верховний суд СРСР замінив вирок на 10+5
7. Вовк Микола Андрійович (1911) — розстріл
8. Волошин Олена Василівна (1898) — розстріл, Верховний суд СРСР замінив вирок на 10+5
9. Гаврилишин Мирослав Дмитрович (1923) — 10+5+5, Верховний суд СРСР замінив вирок на 6+3 (старший брат Богдана Гаврилишина).
10. Гончарук Богдан Семенович (1912) — розстріл, Верховний суд СРСР замінив вирок на 10+5
11. Горбаль Роман Томович (1919) — розстріл, Верховний суд СРСР замінив вирок на 10+5
12. Гошко Микола Михайлович (1890) — розстріл
13. Грицай Марта Теодорівна (1920) — розстріл, Верховний суд СРСР замінив вирок на 10+5
14. Данилевич (Рубінський) Василь Петрович (1910) — розстріл
15. Думанський Михайло Іванович (1915) — розстріл, Верховний суд СРСР замінив вирок на 10+5
16. Думанський Петро Іванович (1913) — розстріл
17. Думанський Степан Іванович (1918) — розстріл
18. Дяків Роман Григорович (1904) — розстріл
19. Єднорог Богдан Савич (1919) — розстріл
20. Жидик Григорій Степанович (1913) — 10+5+5, Верховний суд СРСР замінив вирок на 4+2
21. Зубач Ірина Антонівна (1923) — розстріл, Верховний суд УРСР замінив вирок на 10 років концтаборів
22. Клак Петро Васильович (1911) — розстріл
23. Клак Софія Степанівна (1917) — 10+5+5, Верховний суд СРСР замінив вирок на 8+4
24. Клячківський Дмитро Семенович (1911) — розстріл, Верховний суд СРСР замінив вирок на 10+5
25. Ковалюк Володимира Тимофіївна (1915) — розстріл
26. Коверко Дарія Максимівна (1922) — розстріл, Верховний суд СРСР замінив вирок на 10+5
27. Комар Володимир Степанович (1917) — розстріл, Верховний суд СРСР замінив вирок на 10+5
28. Комар Любов Степанівна (1919) — розстріл, Верховний суд СРСР замінив вирок на 10+5
29. Костишин Юрій Васильович / «Марків Юрій Михайлович» (1919) — розстріл
30. Кохман Ганна Йосипівна (1922) — 10+5+5
31. Коцюба Тарас Теодорович (1918) — розстріл
32. Крупа Теодозій Володимирович (1918) — розстріл, Верховний суд СРСР замінив вирок на 10+5
33. Куницький Богдан Миколайович (1922) — розстріл, Верховний суд СРСР замінив вирок на 10+5
34. Левицький Олег Васильович (1921) — розстріл, Верховний суд СРСР замінив вирок на 10+5
35. Максимів Іван Андрійович / «Бард Богдан Андрійович» (1913) — розстріл
36. Малащук Людвига Іванівна (1915) — розстріл, Верховний суд СРСР замінив вирок на 10+5
37. Матвійчук Андрій Михайлович (1913) — розстріл
38. Матвійчук Микола Михайлович (1909) — розстріл
39. Матковська Марія Петрівна (1921) — 10+5+5, Верховний суд СРСР замінив вирок на 8+4
40. Матла Олена Антонівна (1917) — 10+5+5
41. Наконечна Марія Іванівна (1924) — 10+5+5
42. Нирка Станіслав Михайлович (1920) — розстріл
43. Онуферко Степан Антонович (1923) — розстріл, Верховний суд СРСР замінив вирок на 6+3
44. Пакуляк Михайло Іванович (1913) — розстріл
45. Пецух Михайло Іванович (1920) — розстріл, Верховний суд СРСР замінив вирок на 10+5
46. Пик Ірина Олександрівна (1918) — розстріл, Верховний суд СРСР замінив вирок на висилку за межі СРСР, оскільки обвинувачена мала громадянство США
47. Попадин Ольга Петрівна (1923) — 10+5+5, Верховний суд СРСР замінив вирок на 5+3
48. Притуляк Стефанія Василівна (1915) — 10+5+5, Верховний суд СРСР замінив вирок на 6+3
49. Світлик Лідія Юліянівна (1924) — 10+5+5, Верховний суд СРСР замінив вирок на 5+3
50. Слюзар Дмитро Йосипович (1919) — розстріл, Верховний суд СРСР замінив вирок на 10+5
51. Сороківський Семен Григорович (1912) — розстріл
52. Ставарська Галина Петрівна (1920) — 10+5+5, Верховний суд СРСР замінив вирок на 5+3
53. Старка Богдан Микитович (1922) — 10+5+5, Верховний суд СРСР замінив вирок на 6+3
54. Столяр Галина-Олена Теодорівна (1917) — розстріл, Верховний суд СРСР замінив вирок на 10+5
55. Тисляк Степан Михайлович (1918) — розстріл
56. Чарковський Михайло Теодорович (1924) — ув'язнення в таборах, Верховний суд СРСР замінив вирок на 6+3
57. Шенгера Петро Іванович (1920) — розстріл, Верховний суд СРСР замінив вирок на 10+5
58. Шухевич Наталя Йосипівна (1922) — 10+5+5, Верховний суд СРСР замінив вирок на 5+3
59. Грицеляк Богдан Михайлович (1923) — перед судовим засіданням справа Грицеляка була виділена в окреме провадження, тому процес фактично став «процесом 58-ми».

До смертної кари засуджено 42 осіб (серед них — 11 дівчат). Підсудним було призначено адвокатів, але захист отримав частину справ для ознайомлення тільки напередодні засідання, відповідно, не було фізичної можливості ознайомитися із матеріалами. Зрештою, суд відбувався формально і тільки затвердив прокурорське обвинувачення.
Решта підсудних були засуджені до тривалого десятилітнього ув'язнення з наступними засланням та позбавленням громадянських прав. У мотивації рішення суду зазначалося, що суворість вироку зумовлена тим, що «майже всі підсудні заявили в судовому засіданні, що не хочуть зупинити ворожої діяльності проти Радянської влади та заявили, що будуть продовжувати ворожу роботу при всяких умовах…».

## Перегляд вироків у Верховному суді
Рішенням Колегії Верховного суду СРСР від 15 березня 1941 року покарання деяким учасникам процесу було пом'якшено. Загалом, 19 засуджених було розстріляно, 24 отримали по 10 років ув'язнення (серед них — Дмитро Клячківський), 15 осіб отримали від 8 до 4 років тюрми, одну обвинувачену депортовано за кордон.
Матеріали кримінальної справи «Процесу-59-ти» із 8 томів сьогодні зберігаються в управлінні Галузевому державному архіві СБУ. Один із томів справи був втрачений вже у 2000-х роках в архіві СБУ у Львівській області.